# Takaji Mori
Takaji Mori (n. Fukuyama, Japón; 24 de noviembre de 1943 - Meguro, Japón; 17 de julio de 2011) es un exfutbolista japonés que se desempeñaba como centrocampista en el Mitsubishi Motors.

## Clubes
| Club              | País  | Año         |
| ----------------- | ----- | ----------- |
| Mitsubishi Motors | Japón | 1967 - 1977 |

## Palmarés

### Distinciones individuales
| Distinción                                      | Año  |
| ----------------------------------------------- | ---- |
| Inducido al Salón de la Fama del fútbol japonés | 2006 |